# Near (personaggio)
Nate River (ネイト・リバー?, Neito Ribā), vero nome di Near (ニア?, Nia), è un personaggio del manga e anime Death Note.
Ha i capelli color platino e indossa sempre un pigiama bianco. Nel film L change the WorLd viene spiegato che il soprannome Near, derivante dalle prime e ultime lettere del suo vero nome, gli fu dato proprio da Elle perché possa stare sempre vicino ("near" in inglese significa vicino) alle persone che ne hanno bisogno.
Il simbolo che Near adotta per rappresentare il suo nome deriva dalla N maiuscola del font Engravers' Old English BT.

## Biografia del personaggio
Near è uno degli orfani allevati alla Wammy's House di Watari allo scopo di trovare un successore di Elle. Tra gli ospiti dell'orfanotrofio è sempre stato il migliore per abilità intellettive, generando un complesso d'inferiorità in Mello, che si classificava sempre alle sue spalle nei test d'abilità. L'unico contatto che ha avuto con Elle è stata una videoconferenza dello stesso, durante la quale permetteva agli ospiti dell'istituto di rivolgergli domande, ma né Near né Mello gli rivolsero la parola. Proprio per questo Elle li notò e li designò subito come possibili suoi successori; disse anche che avevano entrambi uno sguardo cattivo.
Il giovane entra in scena all'inizio della seconda parte della storia, dove gli viene affidato il compito di indagare su Kira come successore di Elle assieme a Mello, che però si rifiuta di collaborare e indagherà per conto proprio. Near viene messo a capo dell'SPK (Secret Provision for Kira), un'agenzia americana incaricata di indagare sull'assassino composta dai migliori agenti segreti di CIA e FBI, che dirige dal suo studio tappezzato di monitor e fornitissimo di giocattoli di ogni tipo, una delle sue manie assieme al costruire castelli di carte ed arricciarsi i capelli con l'indice destro. Sembrerebbe sprezzante nei confronti di Elle, in quanto quest'ultimo si è fatto uccidere da Kira, ma a un'attenta analisi si capisce che in realtà teneva molto al detective, considerandolo l'unica persona degna della propria stima. Riconosce infatti di essergli inferiore per carenza di spirito d'iniziativa e si prefigge lo scopo di diventare il suo successore, tant'è che alla fine adotterà il suo soprannome, il logo Elle maiuscola e i metodi di indagine. Anche per l'atteggiamento prende spunto da Elle, infatti si fa chiamare Enne quando si presenta a Light Yagami per telefono. Dopo avere intuito che Light è Kira rifiuta la proposta di eliminarlo in modo sommario con un attentato, perché Elle non avrebbe mai agito così.
Quando entra in contatto col quartier generale giapponese smaschera subito Light apostrofandolo "secondo Elle": quest'ultimo aveva infatti tenuto nascosta la notizia della morte di Elle, spacciandosi per l'originale. Nel corso dell'indagine deduce che l'attuale Elle, Kira e Light Yagami sono la stessa persona, e Teru Mikami è il suo collaboratore. Dopo avere sottratto il quaderno a quest'ultimo organizza un incontro tra i due gruppi d'investigazione nel corso del quale svela il suo volto in modo che Mikami, credendo di ucciderlo, ne scriva il nome sul quaderno: in questo modo prova definitivamente la colpevolezza di Light. Infatti, dopo aver sequestrato il quaderno falso a Mikami, Near mostra a tutti che i primi dei quattro nomi scritti sono quelli dei membri dell'SPK, e che l'unico nome che manca è quello di Light Yagami.
Quest'ultimo, con un frammento del quaderno, tenta disperatamente di scrivere il nome di Near, ma verrà fermato da Matsuda e poi ucciso definitivamente da Ryuk.
In seguito Near si occupa della distruzione dei due quaderni rimasti nel mondo degli umani bruciandoli e assume definitivamente l'identità e il ruolo di Elle.
Nonostante la vittoria su Light, Near afferma che né lui né Mello da soli avrebbero mai potuto raggiungere Elle ma che insieme sarebbero riusciti ad eguagliarlo (ed essere allo stesso livello di Light) e quindi superarlo (sconfiggere quindi Kira).
Nel corso della storia usa più volte i suoi giocattoli come marionette per spiegare la situazione, arrivando a realizzare un set di pupazzetti da infilare nelle dita che rappresentano ognuno un personaggio della trama.
In un capitolo realizzato come supplemento il diciannovenne Near torna in scena per risolvere un nuovo caso di omicidi perpetrati tramite un Death Note; in questa situazione il ragazzo è affiancato da Roger, che svolge lo stesso ruolo che aveva interpretato precedentemente Watari con Elle. Near si rifiuta però di indagare in quanto non riconosce il nuovo Kira come un degno avversario, soprannominandolo Cheap Kira ("Kira da quattro soldi"). Si limita perciò a invitarlo a smettere di uccidere, sottolineando il suo essere un patetico imitatore: basta il suo discorso per indurre l'assassino al suicidio.
In un ulteriore capitolo speciale ambientato nel 2020, un Near ormai adulto con i capelli lunghi è incuriosito dalla comparsa di un nuovo Kira, che egli definisce "A-Kira". Near è affascinato dalla minuziosità del piano di questo nuovo possessore del quaderno, tale Minoru Tanaka, che non prevede un "uso convenzionale" del Death Note per uccidere. Il piano di A-Kira è infatti quello di vendere il quaderno e vivere felice intascando la somma di denaro che ne consegue. Il fatto che Minoru non utilizzi il quaderno per uccidere, congiuntamente alla notevole difficoltà nel rintracciare una transazione che viene svolta con l'ausilio di Ryuk lo Shinigami, spinge Near a non impegnarsi particolarmente, finché si dichiara "sconfitto per la prima volta da quando ha ereditato il nome di L". Ciò non sembra tuttavia causargli particolare disagio, probabilmente a causa del fatto che A-Kira non risulta un vero assassino ma un semplice venditore di armi. Near progetta di creare con gli ultimi ritrovati della tecnologia, un sofisticato sistema di riconoscimento facciale in grado di poter vedere gli Shinigami, senza dover toccare per forza il Death Note.

## Caratterizzazione

### Descrizione
Near è un ragazzo minuto, soprannominato anche "l'omino bianco" da Mello. È nato il 24 agosto 1991, è alto 1,55 m e pesa 40 kg.
Near è quasi sempre intento a giocare con puzzle, macchinine, pupazzetti e altri giochi tipicamente infantili, che però usa spesso per spiegare in modo simbolico la situazione allo spettatore e ai suoi alleati (per esempio, un'action figure di un poliziotto astronauta che nasconde un teschio verde sotto al casco rappresenta come l'attuale Elle possa essere in realtà Kira). Ha inoltre la caratteristica di circondarsi dei giocattoli che costruisce.
Near, al contrario di Mello, è un ragazzo calmo e riflessivo, che raramente mostra le proprie emozioni e non si scompone minimamente neanche durante le situazioni più concitate. Sorride molto raramente.